# هیباسوهیمه نو میکوتو
هیباسوهیمه نو میکوتو (به ژاپنی: 日葉酢媛命 ひばすひめのみこと); – یکی از امپراتریس‌های ژاپن، همسر امپراتور سوینین اهل ژاپن بود.